# 岡山県道396号酒津中島線
岡山県道396号酒津中島線（おかやまけんどう396ごう さかづなかしません）は、岡山県倉敷市を通る一般県道である。

## 概要
倉敷市において酒津と中島を結ぶ。

### 路線データ
- 起点：岡山県倉敷市酒津（酒津交差点、岡山県道24号倉敷清音線交点、岡山県道428号倉敷西環状線起点[要出典]）
- 終点：岡山県倉敷市中島（中島交差点、国道429号交点、岡山県道188号水島港線終点、岡山県道277号中島西阿知停車場線起点）
- 総延長： 4.0 km[要出典]
- 実延長： 3.7 km [注釈 1][1]

## 歴史
前身は、青江と中島を結ぶ県道青江中島線で、現道の東側地域を通っていた。

## 路線状況
前半区間は、高梁川左岸堤防の天端道路となっている。

### 重複区間
- 岡山県道428号倉敷西環状線[要出典]（酒津・酒津交差点〈起点〉 - 水江）

### 道路施設
- 水江跨線橋（水江、橋長： 28.0 m 、幅員：8.8 m ）[3]

## 地理

### 通過する自治体
- 岡山県
  - 倉敷市

### 交差する道路
| 交差する道路                                                    | 交差する場所 | 交差する場所      |
| --------------------------------------------------------------- | ------------ | ----------------- |
| 岡山県道24号倉敷清音線 岡山県道428号倉敷西環状線重複区間起点    | 酒津         | 酒津交差点 / 起点 |
| 岡山県道428号倉敷西環状線重複区間終点                           | 水江         |                   |
| 岡山県道60号倉敷笠岡線                                          | 水江         | 水江北交差点      |
| 国道429号 岡山県道188号水島港線 岡山県道277号中島西阿知停車場線 | 中島         | 中島交差点 / 終点 |

### 交差する鉄道
- JR山陽本線

### 沿線
- 一級河川高梁川水系 高梁川
- 酒津公園
- イオンモール倉敷
- 倉敷運動公園